# (38053) 1998 XO62
1998 XO62 (asteroide 38053) é um asteroide da cintura principal. Possui uma excentricidade de 0.05319720 e uma inclinação de 20.27999º.
Este asteroide foi descoberto no dia 11 de dezembro de 1998 por LINEAR em Socorro.